# Юрий Рогатинец
Юрий Рогатинец (ум. после 1605 года) — богатый львовский мещанин, видный деятель Львовского Успенского братства, защитник православия.
Происходил из галицкого городка Рогатин. Был в хороших взаимоотношениях с князем Константином Острожским и киевским митрополитом Ипатием Потием. В письмах Львовскому (1596) и Виленскому (1599) братствам советовал умеренность в религиозной борьбе. В 1604 году против Юрия Рогатинца как богача выступал ревнитель православия, афонский монах Иоанн Вишенский. Некоторые литературоведы, в частности Иван Франко и Николай Василенко, приписывали Рогатинцу авторство полемического произведения «Предостережение» (укр. Пересторога).
Один из основателей Львовской братской школы.